# Ormelundstjärnet
Ormelundstjärnet är en sjö i Tanums kommun i Bohuslän och ingår i Enningdalsälvens huvudavrinningsområde.